# Boris Dmitrijewitsch Grigorjew

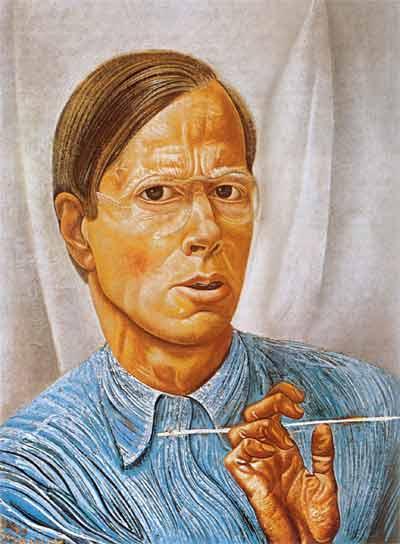
Boris Grigorjew

Boris Dmitrijewitsch Grigorjew (russisch Бори́с Дми́триевич Григо́рьев; * 29. Junijul. / 11. Juli 1886greg. in Rybinsk; † 7. Februar 1939 in Cagnes-sur-Mer) war ein russischer avantgardistischer Maler und Dichter.

## Leben
Grigorjew wuchs in Rybinsk auf und studierte von 1903 bis 1907 an der Stroganoffkunstschule in Moskau. Später schrieb er sich an der Kaiserlichen Akademie der Künste in St. Petersburg ein, wo er von 1907 bis 1912 u. a. bei Kisseljow, Kardowski und Archipow hörte.
Grigorjew lebte einige Zeit in Paris, wo er die Académie de la Grande Chaumière besuchte. Seine späteren Werke wurden durch die Bekanntschaft mit Paul Cézanne beeinflusst.
1913 kehrte er nach St. Petersburg zurück, wurde Teil der dortigen Bohème und hatte engen Umgang mit vielen Künstlern und Bohèmes der damaligen Zeit, wie Sergei Sudejkin, Welimir Chlebnikow und Anna Achmatowa, die er häufig porträtierte. Er war ab 1913 Mitglied der Künstlergruppe Mir iskusstwa und schrieb die Novelle „Junge Strahlen“.
Ein immer wiederkehrendes Sujet seiner Bilder war das russische Landleben. In der Zeit von 1916 bis 1918 schuf er die Bilderserie Russland (Rasseja, russisch Расея), in der er die Armut, aber auch innere Stärke der russischen Bauern und des Landes in den Vordergrund rückte. Diese Bilderserie zeigte, dem Kunstkritiker Alexander Benois zufolge, „die Essenz Russlands vor der Revolution.“
Grigorjew lehrte etwa um 1918 an den Ersten Staatlichen Freien Kunstwerkstätten in Moskau, wurde jedoch von seinen Schülern abgesetzt, was die damalige Schulverfassung erlaubte. Einige seiner ehemaligen Schüler der „Gruppe ohne Lehrer“ gründeten später die OBMOChU.
Nach 1919 reiste Grigorjew durch Europa, lebte u. a. in Deutschland, Frankreich und Finnland sowie Nord- und Südamerika.

## Werke

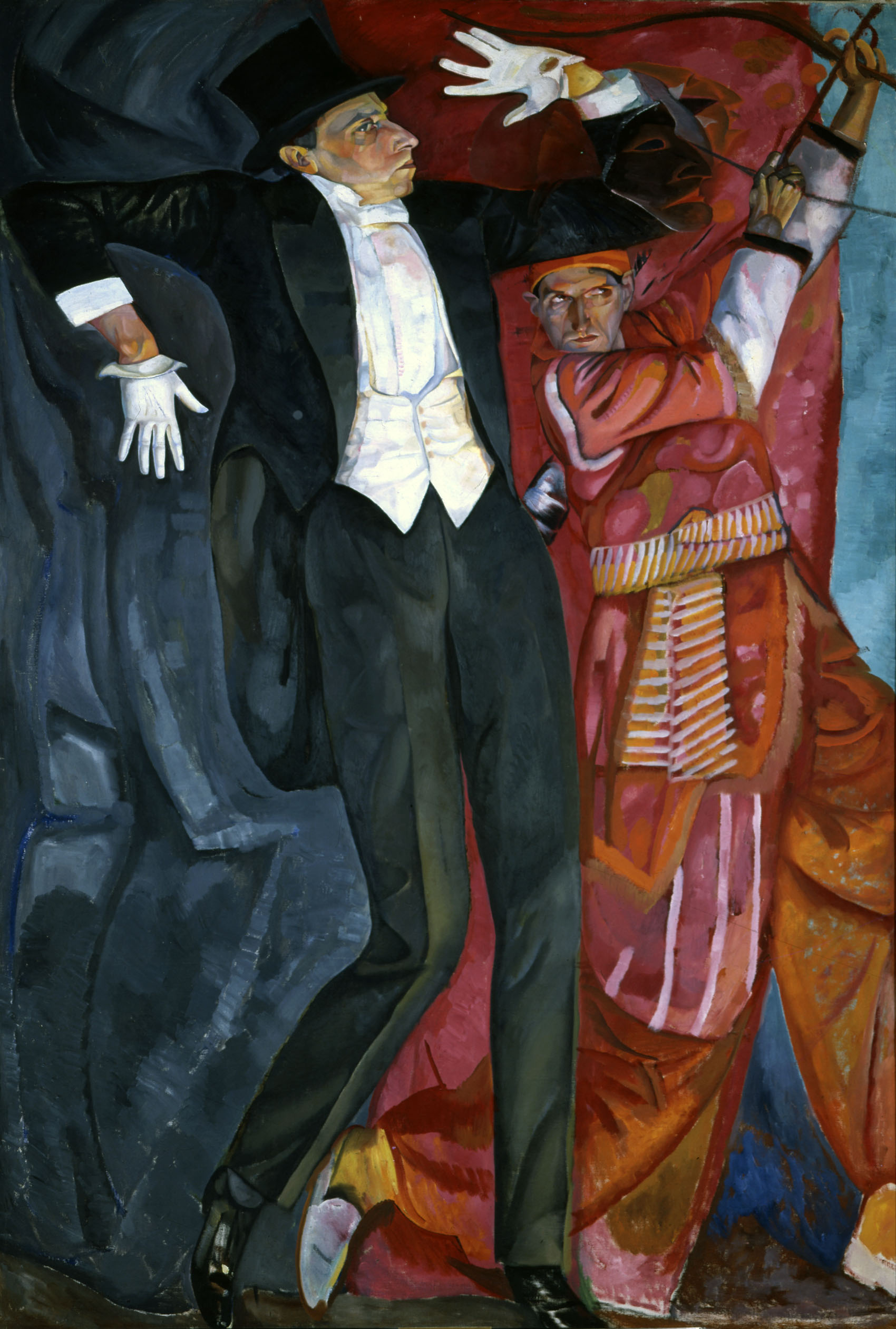
Wsewolod Meyerhold, 1916
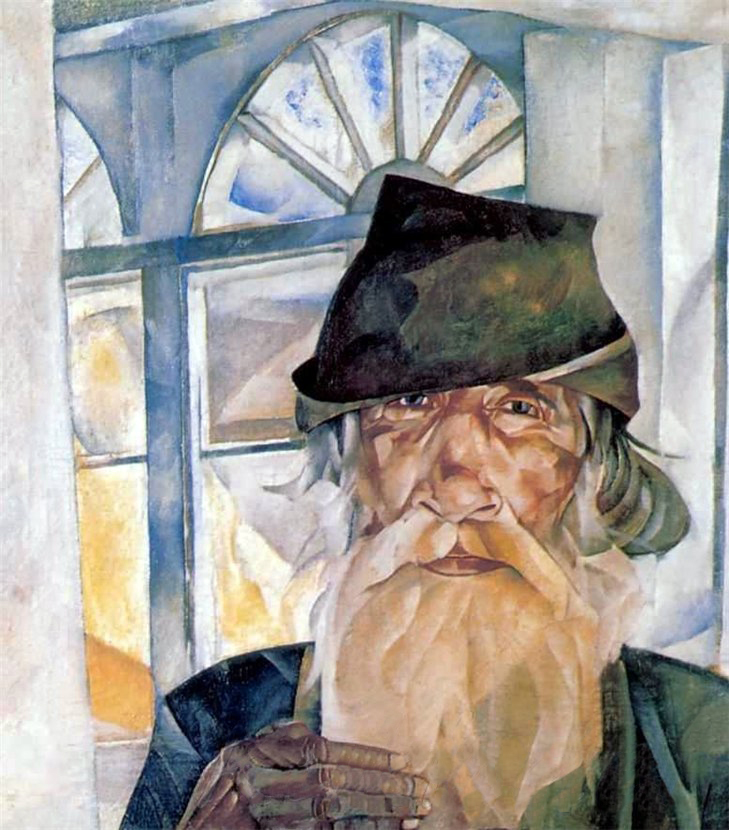
Olonezker Großvater
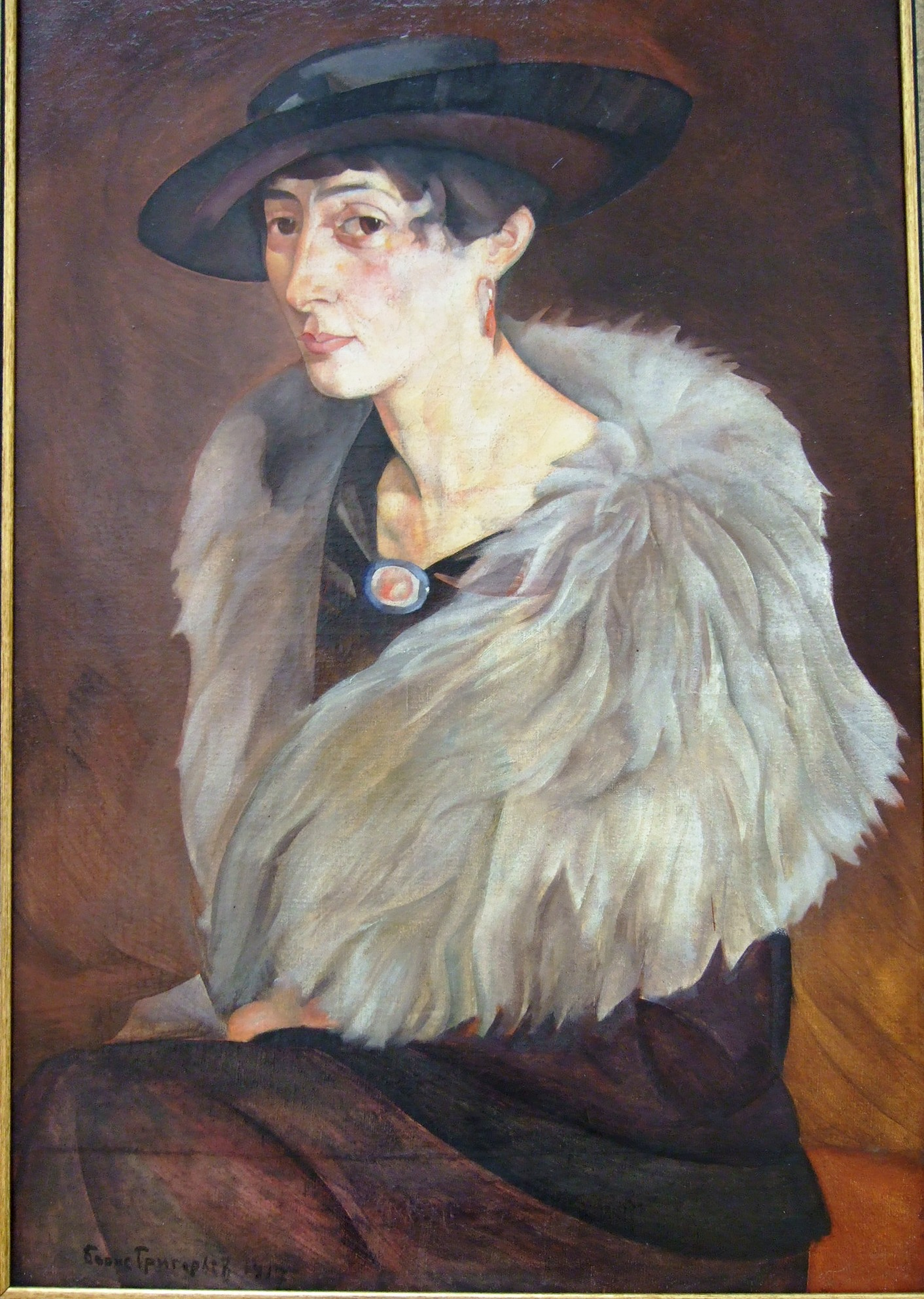
Anna Griliches, 1917
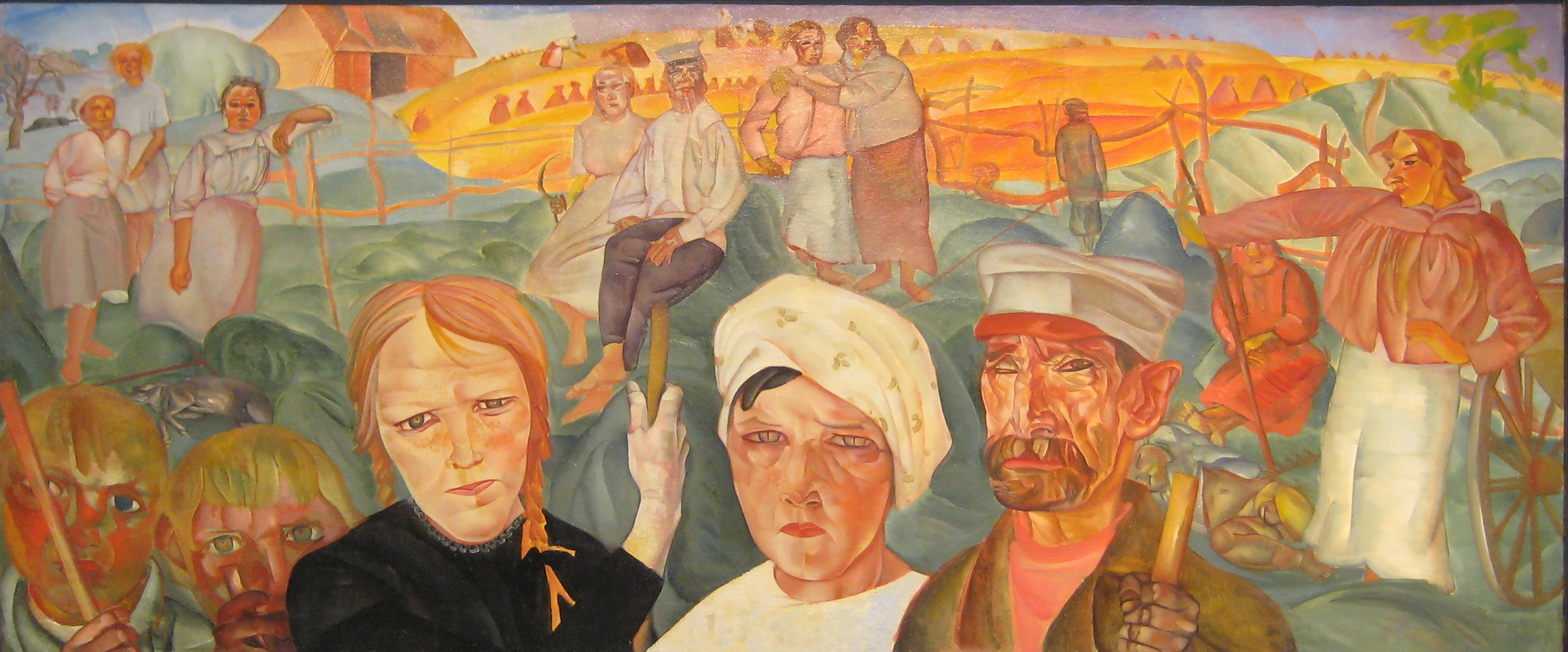
Bauernland, 1917–1918
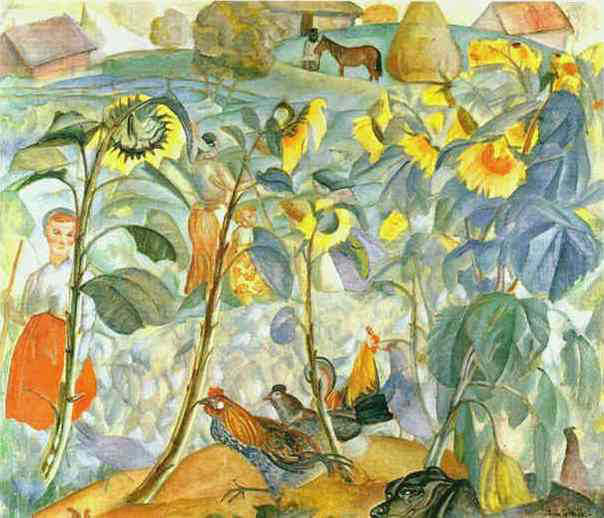
Sonnenblumen, 1917–1919
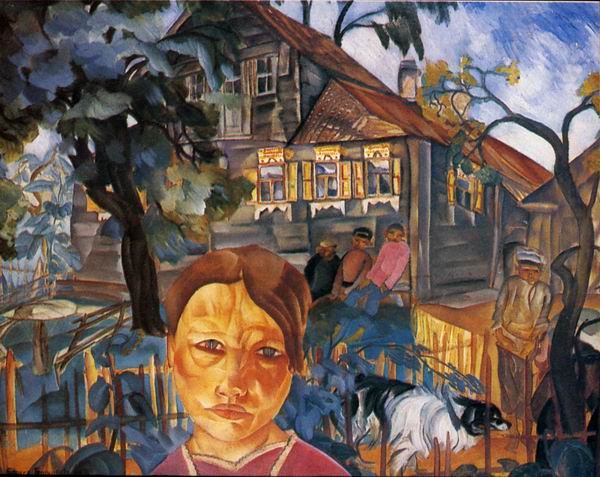
Dorf, 1918
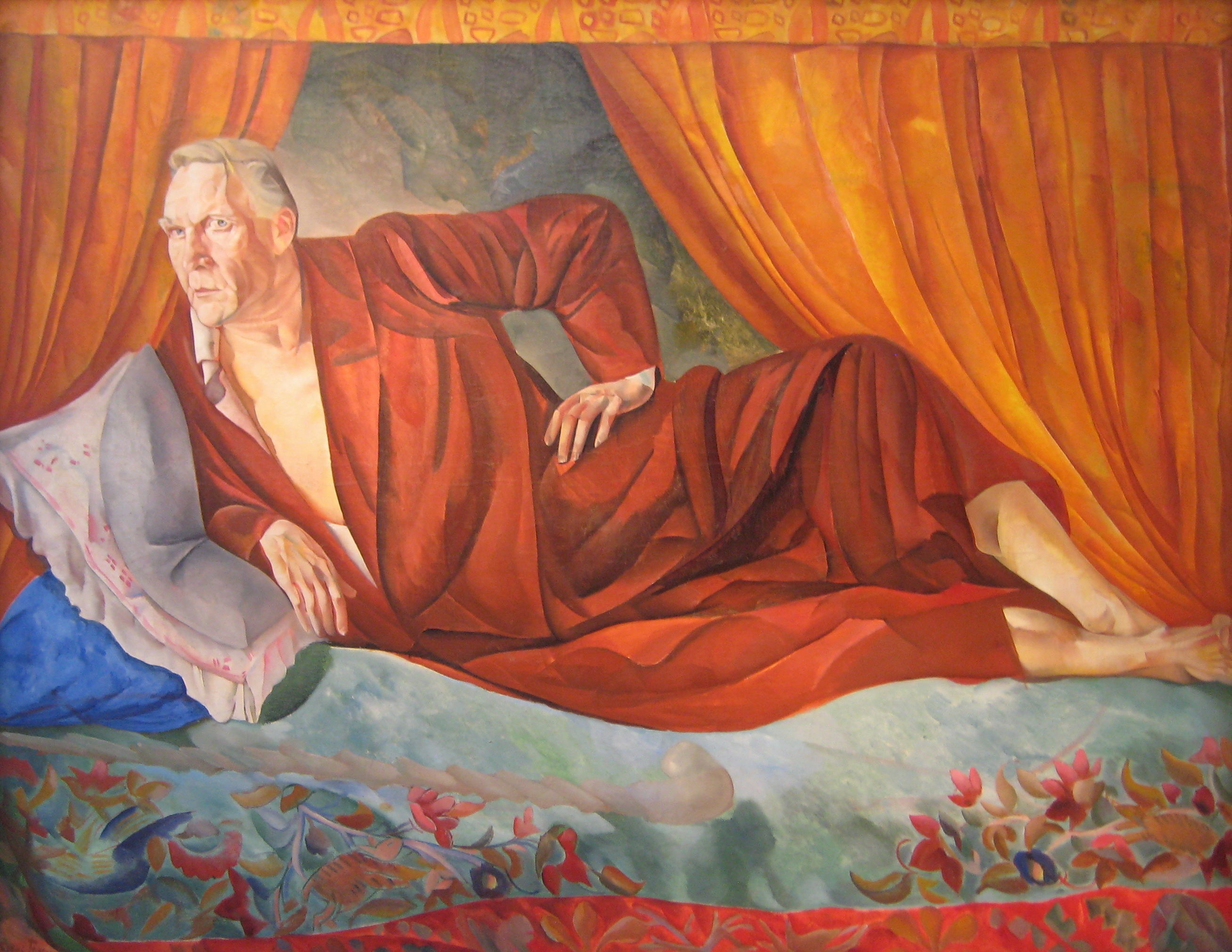
Fjodor Schaljapin, 1918
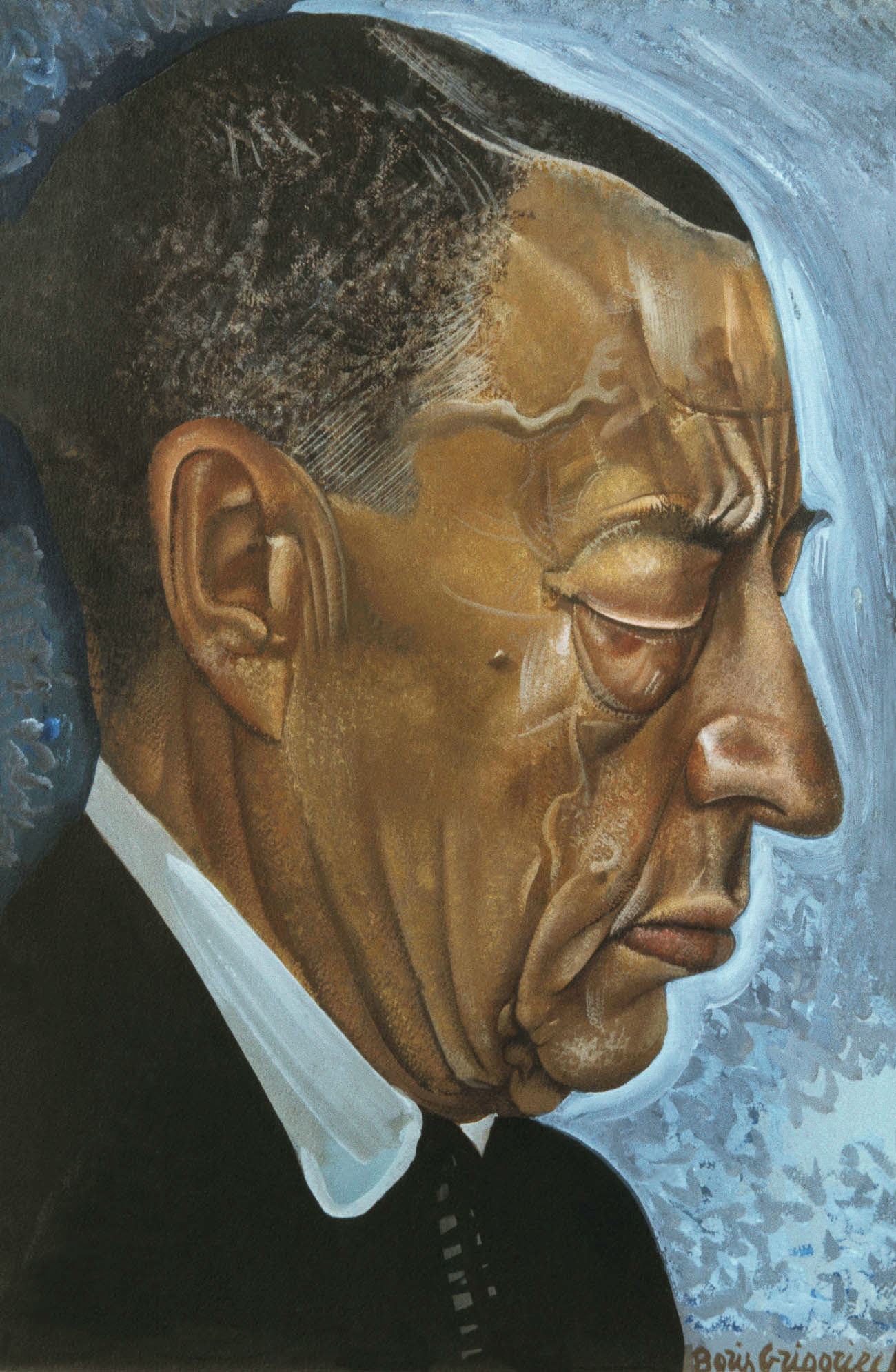
Sergei Rachmaninow
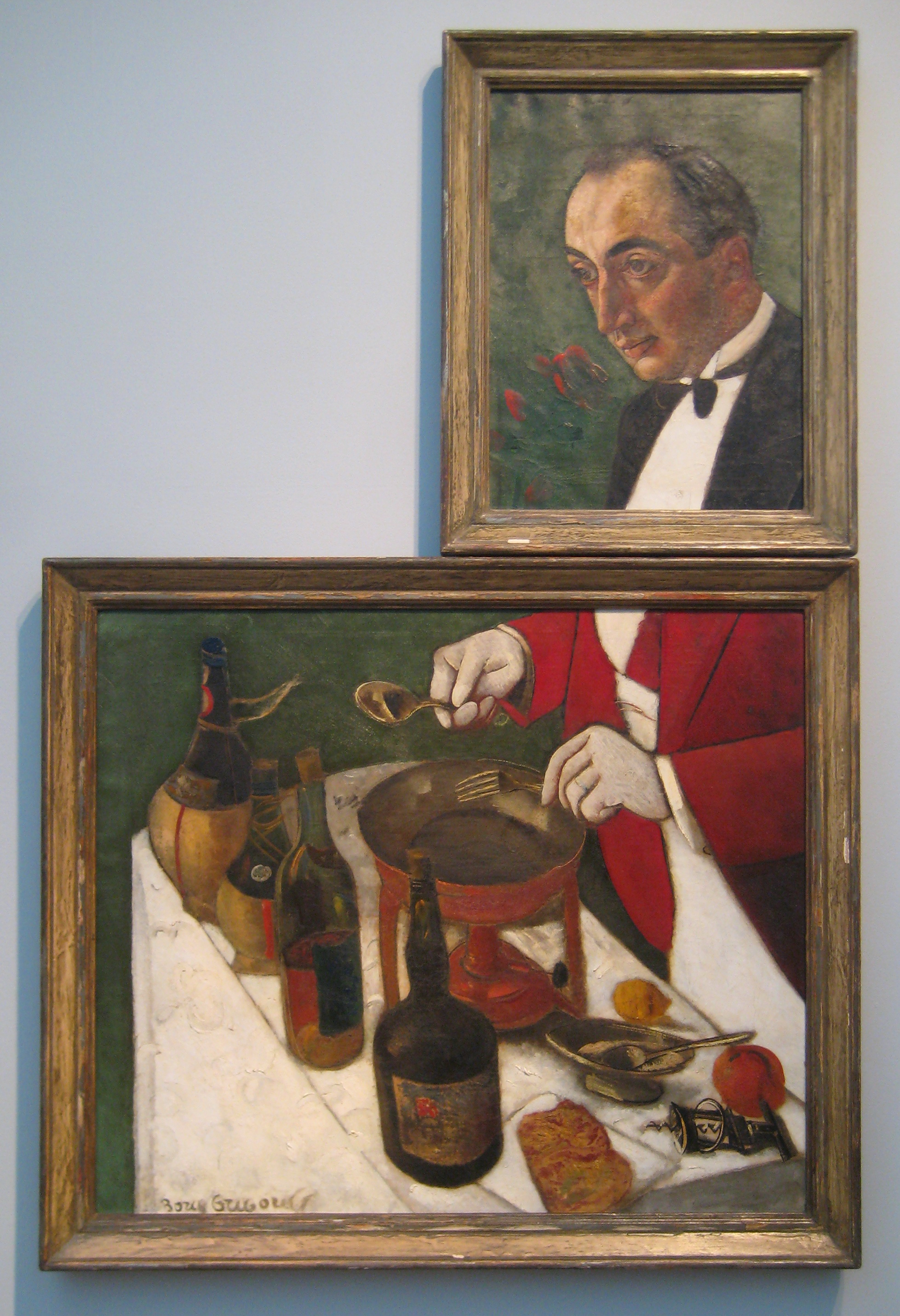
Plinsenbacken (russisch Приготовление блинов)